# Simple Service Discovery Protocol
Protokol SSDP (Simple Service Discovery Protocol) je síťový protokol založený na sadě internetových protokolů používaných k propagaci a objevování síťových služeb. SSDP vám umožňuje objevovat služby, aniž byste vyžadovali speciální mechanismy statické konfigurace nebo akce na straně serveru, jako je DHCP nebo DNS. Tento protokol je základem protokolu UPnP (Universal Plug and Play) a je navržen pro použití v domácích sítích a malých podnicích. Popis protokolu SSDP, který napsaly společnosti Microsoft a Hewlett-Packard, byl v roce 1999 předložen IETF. Návrh na standardizaci u IETF vypršel v dubnu 2000, ale SSDP byl zahrnut do standardu UPnP.
SSDP popisuje mechanismus, kterým mohou síťoví klienti objevovat různé síťové služby. Klienti používají SSDP bez předchozí konfigurace. SSDP podporuje vyhledávání vícesměrového vysílání, oznámení serveru a směrování. Tato služba zahrnuje objev zařízení UPnP v domácí síti. Například televizor podporující DLNA / UPNP vyhledá mediální servery v místní síti pomocí tohoto protokolu. Domácí routery jsou zjišťovány počítači, zpravidla také pomocí SSDP (k zobrazení informací o routerech a mediálních serverech v síti musí tato zařízení podporovat také protokol HTTP, protože SSDP poskytuje zařízením http odkaz na ovládací stránku zařízení).
Multicastová adresa je 239.255.255.250 v protokolu IPv4.
V protokolu IPv6 používá následující multicastové adresy:
- Link-local: ff02::c
- Site-local: ff05::c

SSDP port je 1900.